# Convención
Convención è un comune della Colombia facente parte del dipartimento di Norte de Santander.
L'abitato venne fondato da José María Estévez Cote nel 1829.